# Vall de Fergana
La vall de Fergana (uzbek: Vodiysi Farg'ona; kirguís: Фергана өрөөнү, Fergana öröönu; tadjik: водии Фaрғонa, Vodin Farg'ona; rus: Ферга́нская доли́на, Fergànskaia dolina; persa: دشت فرغانه, Dasht e-Ferganah) és una depressió entre les serralades d'Hissar i Alai (part del Pamir) al sud i la serralada de Tian Shan al nord. S'estén a l'Àsia central a través de l'Uzbekistan oriental, el Tadjikistan i el Kirguizstan. Té uns 22.000 km².
La vall és ètnicament diversa amb uzbeks, tadjiks, i kirguisos. Tradicionalment, els grups majoritaris que han habitat la zona han estat els sarts i uzbeks a la vall, i kirguisos a les muntanyes. Altres grups presents a la zona són els tadjiks, kiptxaks o cumans, jueus i gitanos. A més, els russos (eslaus), van prendre després el control de la zona, venint a habitar-la, encara que en minoria. S'ha de dir que la vall de Fergana és un dels punts més conflictius de l'Àsia central. La tomba d'Alí a Xokhimardon, es troba en un extrem de la vall.

## Geografia física

Situació geogràfica de la vall de Fergana

És una gran vall triangular i deu la seva fertilitat a dos rius, el Naryn i el Kara-Daria que acaben formant el riu Sirdarià. Un altre riu important és el Sokh. La vall de Fergana és una depressió entre muntanyes de l'Àsia central entre els sistemes muntanyosos de Tien Shan al nord i Gissar-Alai al sud. La vall fa uns 300 km de llarg i uns 70 d'ample formant una vall d'uns 22.000 km².
La part central de la depressió geològica està caracteritzada per la subsidència de blocs, originalment la fondària estimada era de 6 a 7 km omplerts per sediments. Els anticlinals associats a les falles tenen petroli i gas.

## Clima
El clima de la vall de Fergana és el més temperat de l'Àsia central. S'hi pot conrear la vinya i el cotó a gran escala. Al mes de març les temperatures màximes arriben als 20 °C i ràpidament als 35 °C al juny, juliol i agost. Després d'abril la pluja és escassa però torna a augmentar a l'octubre. Les glaçades arriben a -20 °C al desembre i gener.

## Geografia humana

### Llengües
Els Tadjiks: Fins a principis de la dècada de 1920, la llengua literària dels tadjiks era el persa clàssic; escrit amb caràcters àrabs. En les converses corrents utilitzaven diversos dialectes d'aquesta mateixa llengua. El pas de l'alfabet àrab a l'alfabet llatí, el 1930, es va acompanyar de la introducció de formes dialectals en la llengua escrita, de tal manera que una llengua tadjik va poder aparèixer com a diferent del persa. L'any 1940, l'alfabet ciríl·lic substituí l'alfabet llatí, i durant tots els períodes soviètic la llengua tadjik, aïllada de la resta dels dialectes perses, va modernitzar el seu vocabulari amb paraules russes.
Els pobles turcs: Avui en dia es tendeix a reservar el nom de turcs tan sols als habitants de Turquia, però les llengües turqueses inclouen moltes més llengües. La majoria dels habitants de la vall utilitzen llengües turqueses. Antigament eren el txagatai i el kiptxak que es van conservar uns quants segles en l'àmbit literari i dels quals descendeixen respectivament els moderns uzbek i uigur (del txagatai) i kirguís i kazakh (del kiptxak).

### Demografia
La vall de Fergana és la regió de l'Àsia central amb més densitat poblacional, potser amb l'excepció de les grans ciutats, però, sens dubte, ho és quant a població rural.
La densitat de població està compresa entre els 300 i 500 habitants/km².
L'alta pressió demogràfica en una terra limitada de recursos dona lloc a una falta de feina i una perspectiva econòmica reduïda especialment en les zones més marginades, però cada cop més en les zones irrigades de l'Uzbekistan.

## Economia
La majoria de la població es dedica a tasques agrícoles. El conreu de cotó és l'activitat més important a la zona, des del període soviètic, tot i que ara es prova de retornar a una situació més plural (blat, blat de moro, arròs, tabac…), però el sòl està exhaust i emmetzinat amb fertilitzants inadequats.
En aquests moments la indústria més pròspera és la fabricació de cotxes, amb empreses com la coreana Daewoo (a Namangan). També hi ha una producció creixent de paper, cuir, etc. A més, des de 1908 compta amb diverses refineries de petroli. El gas natural de l'oest de l'Uzbekistan arriba a la vall a través de gasoductes per ser transformat en fertilitzants. Però l'activitat econòmica que s'ha mantingut des de fa segles és el comerç, ja que, històricament, la vall de Fergana va ser una parada important en l'anomenada Ruta de la Seda, que connectava el Llunyà Orient amb l'Orient Mitjà i Europa.

## Indústria
Carbó, ferro, sofre, guix, sal de roca, sal lacustre i nafta són minerals que es poden trobar en aquesta zona, però solament els dos primers s'han extret sempre en quantitats significatives. Al segle xix hi havia alguns pous de petroli petits a la vall de Fergana, però aquests van deixar de funcionar. En el període Tsarista les úniques empreses industrials eren unes setanta o vuitanta fàbriques contractades a la neteja del cotó. El cuir, el paper i la indústria ganivetera eren els productes principals de les indústries domèstiques. Això no va canviar gaire a les èpoques soviètiques, quan la industrialització va ser concentrada a les ciutats de Samarcanda i Bukharà. L'any 1991 la firma coreana “Daewoo” va construir una gran fàbrica produint els cotxes a Andidjan, que s'ha convertit en un component crucial en l'economia local. Els seus productes es veuen pertot arreu a l'Uzbekistan, i representa la part d'inversió estrangera més significativa que s'ha rebut a la zona.

## Recursos naturals
L'aigua ha estat una font de conflicte al llarg dels anys en aquest territori. El govern soviètic va desenvolupar tota una xarxa de canals, pantans i centrals hidroelèctriques, que principalment servien per alimentar les grans fàbriques de cotó de l'Uzbekistan i les grans extensions de conreu de cotó d'aquest.
El conflicte en l'actualitat es basa en el fet que hi ha una partició molt desigual pel que fa a la localització dels recursos hídrics, ja que el 90% de l'aigua es concentra en els països més petits i pobres de l'Àsia central: El Kirguizstan i el Tadjikistan. En aquest problema, cal afegir-hi que els principals consumidors d'aigua no són aquests dos països sinó l'Uzbekistan i el Turkmenistan.
Tot i tenir necessitats diferents, aquests quatre països fa anys que lluiten per arribar a una negociació que benefici a totes les parts, i d'aquesta manera es pugui fer una bona gestió d'aquest recurs tan preuat com és l'aigua.
En aquest territori també ens trobem amb el conflicte de falta de territori per al conreu, un conflicte relacionat amb el dels recursos hídrics. Aquest problema és degut a diferents factors:
- Augment de la demografia.
- Persistència de la política de “mobilitat” del sistema soviètic, on existia una residència assignada per a la vida de cada ciutadà, i si es donava el cas que alguna persona volgués canviar de lloc de residència, necessitava una autorització que era molt difícil d'aconseguir.
- Existència d'una estructura social on les famílies estan obligades a donar un part del seu territori als seus fills per tal que aquests puguin construir la seva casa, i com que la majoria de les famílies d'aquest territori disposen de terres de conreu, moltes vegades s'ha acabat construint damunt de terres fèrtils.
- Existència de grans edificacions rurals, típiques construccions del sistema soviètic, fet que fa que hi hagi una ocupació molt extensa de possible terreny de conreu.

## Comunicacions
Les comunicacions entre les principals ciutats situades dins la vall són bastant precàries. Al llarg de la història i inclús fins a finals del segle xix, el mitjà de transport més utilitzat a l'Àsia central era el camell o el cavall, un mitjà que no requeria grans camins ni carreteres. No va ser fins ben entrada de la dècada del 1870 que amb l'arribada dels russos es creà una carretera que comunicava les ciutats d'Andidjan, Kokand, Margilan i Khujand i una altra que unia Samarcanda i Taixkent.
Cap als anys 20 del segle passat, amb la presència dels soviètics, es va construir la Carretera de Pamir unint Oix amb Khorog. Aquesta és considerada com la segona carretera més alta del món, ja que té traçats que assoleixen els 4400 metres d'altitud. Estem doncs, davant un sistema complex de carreteres amb una diferència d'alçades extremadament important, que pot causar un tall temporal de les comunicacions segons en l'estat que es trobin aquestes (risc de temporals de neu, pluges...).
Cal destacar també la presència del ferrocarril a la vall des de l'any 1898 amb la construcció d'una sèrie de línies també complexes, plenes de ramificacions i traçades que entren i surten en els diferents països. Prova d'aquest fet és la línia que uneix Oix i Bishkek (les dues principals ciutats kirguizes); aquesta línia que comença al Kirguizstan, passa per Uzbekistan, Tadjikistan, Uzbekistan i Kazakhstan i finalment torna al Kirguizstan.
Un dels fets que afavoreixen aquesta complexitat de comunicacions tant per carretera com per ferrocarril, és la preocupació que els governs tenen per les comunicacions del seu país, i la problemàtica de no actuar conjuntament per tal que els habitants de la vall se'n vegin afavorits.

## Història

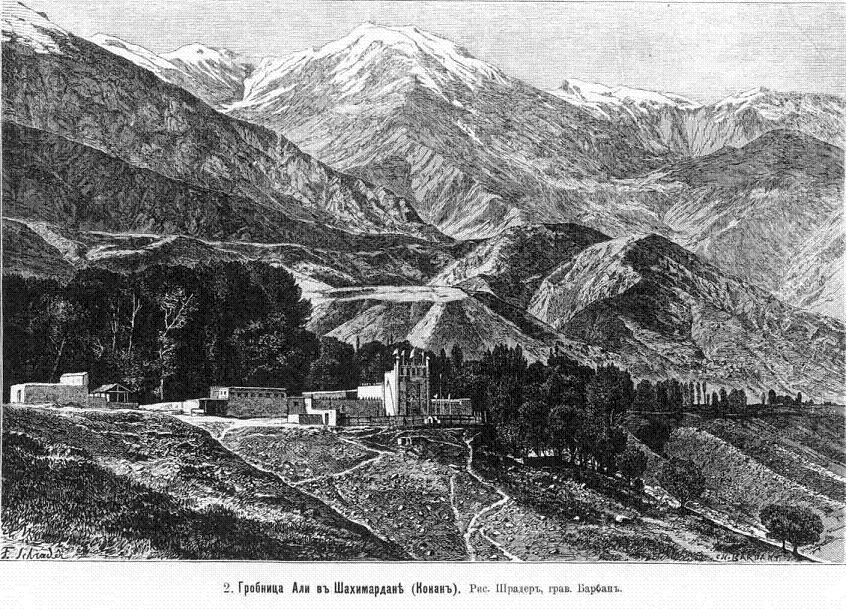
La tomba d'Alí a Xokhimardon

Fou habitada des de molt antigament. El 329 aC Alexandre el Gran va fundar Alexandria Escate (Alexandria Última o Alexandria d'Escítia) al sud-oest de la vall a la vora del riu Iaxartes, prop de la moderna Khokand, i avui a Tadjikistan. La ciutat va restar en contacte segurament amb el Regne Grec de Bactriana. Es creu que els grecs d'Alexandria Escate van arribar fins a Ürümchi i Kaixgar al Xinjiang, i van fer els primers contactes amb els xinesos vers 220 aC. Estàtues de soldats grecs s'han trobat a la Xina i Estrabó diu que els grecs es van estendre fins al país dels seres (xinesos) i els prhyni.
Fonts xineses en parlen abans de la conquesta musulmana: una ambaixada xinesa dirigida per Zhang Qian a l'anomenat país dels dayuan o ta-yuan hi va estar el 128 aC. Una dinastia indígena governava el país potser d'origen grec. Els xinesos el van anomenar el país dels Cavalls Celestials i el 104 aC hi estaven en guerra.
Va ser part del kanat dels Turcs que van conquerir la regió entre 627 i 649, i la ciutat principal aleshores era Kasan (xinès K'o-sai); el 657 va passar a la Xina que va establir un governador a Kasan dominant sobre alguns prínceps locals. Vers 680 es va establir una dinastia turca.
La notícia que els àrabs hi van arribar en temps del califa Uthman ibn Affan (644-656) sota la direcció de Muhammad ibn Djafar, és probablement llegendària. La realitat és que els àrabs hi van arribar quan Kutayba ibn Muslim va envair Transoxiana, vers 712/713; quan va intentar revoltar-se contra el califa fou mort pels seus propis homes i la seva tomba estaria prop d'Andidjan (715); el 715 i 717 els xinesos van derrotar els àrabs i el país no fou dominat per aquests i fou finalment abandonat vers 721 o 722; les lluites civils van impedir la progressió del califat a la zona; es va establir llavors un príncep indígena sogdià que es creu que va portar el títol d'Ikhshedh. El 739 els àrabs van instal·lar altre cop un governador i en aquest any apareix esmentat Arslan Khan com a sobirà a Fergana. Els xinesos van avançar cap a Transoxiana entre 745 i 751; el príncep local va fugir a Kaixgar i va enviar un missatger al califa, enviat que fou retingut durant anys en negar-se a convertir-se a l'islam. La batalla del Talas el 751 va marcar el final de la presència xinesa però també de l'expansió àrab.
La resta del segle VIII els àrabs van continuar provant d'expandir-se per la regió i eliminar l'oposició a l'islam. Fins que el territori va quedar inclòs en els dominis samànides després del 821 sota Nuh ben Asad, governador de Samarcanda (819-842), no es va començar a establir regularment l'autoritat musulmana a Kasan i Urast. La dinastia indígena va desaparèixer. Va quedar com a terra de frontera amb els turcs expulsats cap al nord-oest. La principal guarnició es va establir a Osht amb fortaleses de suport, especialment a Akhsikah (que va fer funcions de capital). Al segle X el territori de Fergana es va dividir en tres províncies i nombrosos districtes.
El 993, enfonsats els samànides, el país va passar als karluks i d'aquests als karakhànides. Ozkand va esdevenir el centre del territori. Quan la dinastia karakhànida es va dividir en branques, un kan va governar a Ozkand. El 1089/1090 van resistir un atac dels seljúcides.
El 1141 Fergana va passar als karakitai però la dinastia local es va mantenir com a vassalla. La dinastia karakhànida de Fergana va governar també a Samarcanda del 1165 al 1179 però després una branca separada es va establir en aquesta ciutat.
Del 1212 al 1218 els xas de Coràsmia van disputar el domini de Fergana als karakitai. Llavors va entrar en la disputa el príncep mongol naiman Kutchlug; finalment va caure en mans dels mongols de Genguis Kan vers 1220. Llavors hi havia prínceps locals a Akhsikah i a Kasan. Dins de l'Imperi Mongol va quedar dins l'ulus de Txagatai però els prínceps locals van restar al poder com a vassalls durant el segle xiii. Els mongols van establir el seu govern a la nova vila de Andidjan (Andukan), i Marghinan va passar a ser la segona vila del territori.
Al segle xiv el kanat Txagatai es va dividir en dos parts, Transoxiana i Mogolistan, que es van disputar Fergana si bé generalment va estar en mans de Mogolistan. Finalment Tamerlà va dominar la regió al quart final del segle xiv i sota els seus descendents forma part de la branca d'Herat, amb Shah Rukh i el seu fill Ulug Beg de Samarcanda. Després va passar a Abu Saïd a la mort del qual el 1469, va passar a un fill (1469 a 1494) Umar Shaykh II (o Umar Shaykh Mirza, i aquesta branca timúrida va governar Fergana amb el seu fill Baber i el seu germà Jahangir Mirza. Baber va fer la guerra als Shibànides o Shaybànides i va avançar fins a Samarcanda. Finalment el 1504 va haver d'evacuar Fergana i fugir a l'Índia deixant el país en mans dels uzbeks. Llavors a la vall hi havia nou viles importants a les quals després es va afegir Khokand que llavors era només un llogaret (la capital era Andidjan).
A la Babur-name la vall de Fergana és descrita per Baber: diu que té a l'est Kashghar i a l'oest Samarcanda, al sud Badakhxan i al nord ciutats que abans foren Almaligh, Almatu i Yangi (Faraz o Taraz, que per un temps fou coneguda com a nova Yangi), que aleshores estaven abandonades a causa de les depredacions primer dels mongols i més tard dels uzbeks. El país estava rodejat de muntanyes excepte a l'oest. El riu Saihun (Saihun Darya) o Sihun anomenat "L'Aigua de Khujand", entrava al país per nord-est i corria a l'oest passant pel nord de Khudjand i al sud de Fanakat (Shahrukhia) girant al nord cap al Turkestan i es perdia a l'arena. Hi havia set ciutats importants: cinc al sud del Saihun i dues al nord del riu; entre les del sud, Andijan, que tenia una posició central, era la capital, produint gra, fruites, raïm i melons; la seva fortalesa era la més gran de Transoxiana després de Samarcanda; els habitants eren turcs; el clima no era gaire bo i a la tardor amb les pluges les febres eren habituals. Una altra ciutat era Osh (Aush o Ush) al sud-est, de millor clima i abundància d'aigües; al sud-est tenia la muntanya Bara Koh on Mahmud Khan (kan de Mogulistan) tenia una "haira" (una residència per retirar-se); la creuava el riu (torrent) Andijan. Una altra ciutat era Marghinan a l'oest d'Andijan. La quarta ciutat Isfara o Asfara, en un turó al sud-oest de Marghinan; la comarca es dividia en quatre districtes (Asfara, Warukh, Sukh i Hushyar). La cinquena ciutat era Khudjand a uns 125 km a l'est de Samarcanda, que era una ciutat emmurallada (gurghan) per la que passava al nord el riu Sihun al nord del qual les muntanyes Munughul; la vila de Kand-i-Badam (Vila de les Aumetlles) depenia de Khujand, ja que no arribava a ciutat; entre Kand-i-Badam i Khujand hi havia el desert de Ha Darwesh on sempre feia vent (hamqsha). De les dues ciutats al nord del riu una era Akhsi o Akhsikit i antigament Akhsikint. Akhsi era la segona ciutat de la vall, després d'Andijan i estava a uns 50 km a l'oest de la capital de la vall; fou capital sota Umar Shaykh Mirza; era una ciutat emmurallada al costat de la qual corria el Sihun; els seus suburbis s'estenien tres quilòmetres. La darrera ciutat era Kasan, la més petita, al nord d'Akhsi, dotada de jardins i amb un clima excel·lent. Així les ciutats eren set però com que Kasan era petita a vegades s'esmentava el país com Alti-Shahr (Sis ciutats).
Andidjan fou seu d'un kanat uzbek; després de l'enfonsament de la dinastia shibànida el 1598/1599 les famílies khodjes es van repartir el país amb centre a Çadak, i van quedar sota dependència del kan de Bukharà, pactant amb kazakhs i kirguizos que feien incursions a la vall. El 1709 es va erigir el Kanat de Kokand, governat per Shahrukh Bi.

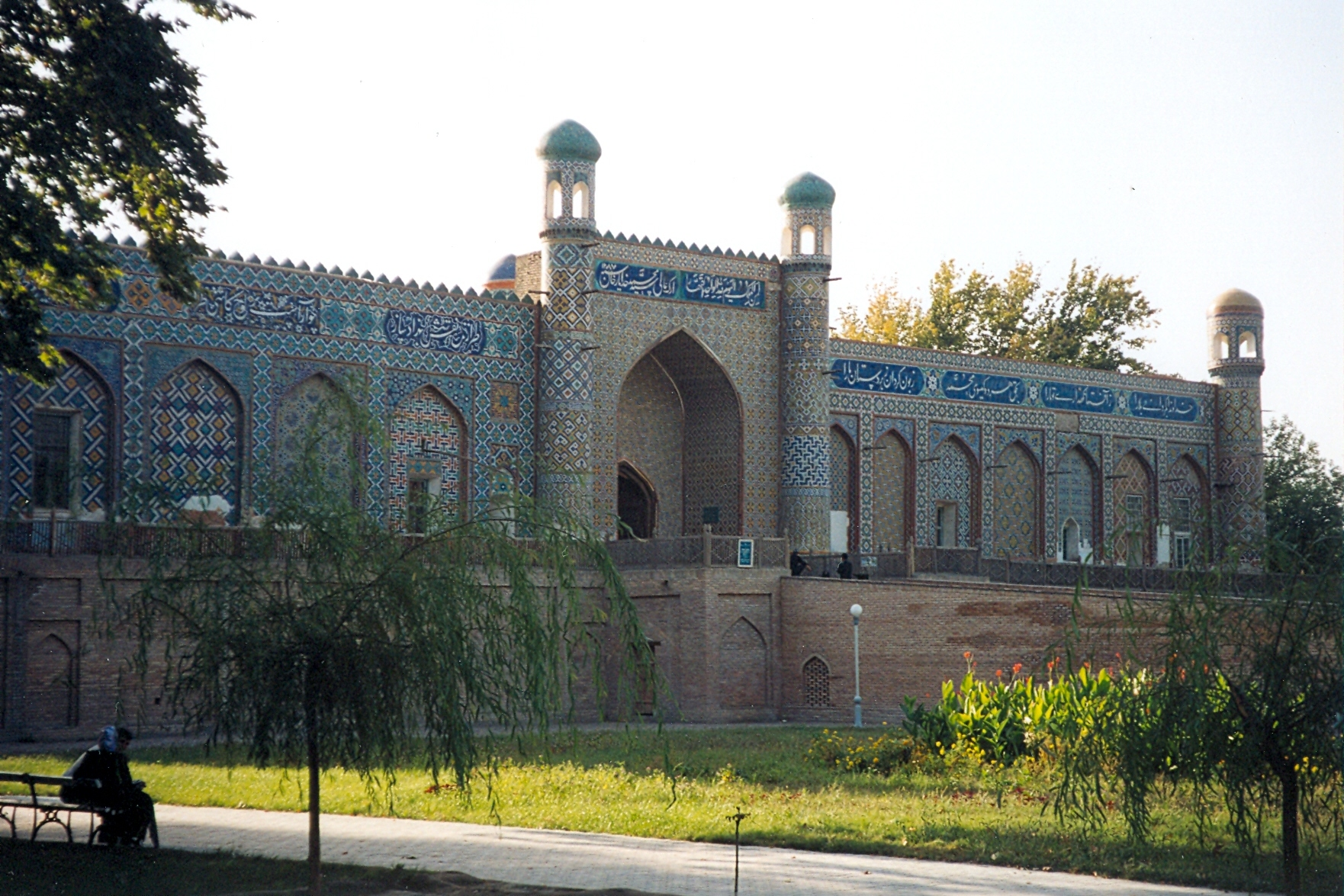
Palau del kan a Khokand.

El 1876 el kanat de Kokand fou annexionat pels russos i esdevingué l'óblast de Fergana amb una superfície de 160.141 km² i més d'un milió i mig d'habitants (1897). Limitava amb les províncies de Sirdarià al nord i nord-oest, Samarcanda a l'oest, Jetissú al nord-est, el Xinjiang o Kashgària a l'est, i Bukharà i Afganistan al sud. El límit sud era a les muntanyes Pamir i fou fixat per una comissió anglo-russa el 1885 de Zorkul (Llac Victoria) a la frontera xinesa: Khignan, Roshan i Wakhan foren assignats a Bukharà a canvi de part de Darvaz (a l'esquerra del Panj) que fou entregat a l'Afganistan. L'àrea demarcada era de 53.000 km² dels quals 17.600 km² eren als Pamirs. La capital fou a Marguelan, ciutat fundada pels russos que va portar el nom de Skolev del 1907 al 1924, per agafar després el nom de Fergana. Una revolta el 1898 fou sufocada. Del 1917 al 1924 fou una de les regions que més suport va donar als basmatxis.
Entre 1924 i 1927, es van crear artificialment cinc repúbliques soviètiques en el si de l'URSS: Uzbekistan, Kazakhstan, Turkmenistan, Tadjikistan i Kirguizstan. Aquesta divisió no respectava l'existència de minories ètniques com els sarts, els kiptxaks o els karakalpaks. En aquest repartiment, la part occidental de la vall va passar al Tadjikistan i la resta (centre i orient) a l'Uzbekistan, mentre que les muntanyes que rodegen la vall van passar al Kirguizstan.
Províncies de l'Uzbekistan a la vall de Fergana:
|                       | àrea       | població.    |
| Província d'Andidjan  | 4.200 km²  | 1,9 milions  |
| Província de Fergana  | 6800 km²   | 2,6 milions  |
| Província de Namangan | 7900 km²   | 1,86 milions |
| Total                 | 18,900 km² | 6.36 million |

La província de Fergana estava dividida en 5 districtes: Fergana (abans Margelan), Andidjan, Kokand, Namangan i Oix.
La introducció de la indústria del cotó, les troballes de materials (urani, petroli i carbó) i el desenvolupament dels sistemes de regadiu va convertir la regió en un centre de desenvolupament industrial i agrícola. És la regió més fèrtil i més densament poblada de tota l'Àsia central.
La divisió de la vall en tres repúbliques per part dels soviètics va començar a generar conflictes ja abans de l'extinció de l'URSS, la major part de marcat caràcter ètnic, tot i que els motius reals són principalment de tipus socioeconòmic. Els més destacats es van ocasionar a:
- Kuvasi (1989): disputa en la part uzbeka de la vall entre població d'origen uzbek i turcs meskhetians, els quals van haver d'emigrar cap a altres països a causa de la neteja ètnica que es va derivar del conflicte.
- Samarkandek (1989): conflicte a la zona del Kirguizstan entre població kirguís i tadjik, amb el rerefons de disputes per la distribució de les terres i l'aigua. Van morir-hi un nombre indeterminat de persones, a més de nombrosos ferits.
- Batkén (1989): escalada de la tensió i disputes entre refugiats tadjiks i població kirguís a causa de la quota de l'aigua.

La desaparició de l'URSS (1991) i la independència assolida el 1991, pels tres estats que es divideixen la vall, va comportar greus problemes fronterers i ha deixat a la regió en un estat de contínues tensions on es barregen conflictes ètnics, religiosos, polítics i socioeconòmics.

### Conflictes entre regions i corrupció
El poder en els cinc estats centreasiàtics està en mans de grups de solidaritat, partits polítics i dictadors amb una forta identitat regional. Aquesta identitar regional té declinacions diferents:
- Al Kirguistan la vall de Fergana correspon a la part sud del país, més pobra, menys desenvolupada, amn una minoria uzbeka molt important i també una religiositat més alta. Kurmanbek Bakiev, president entre 2005 i 2010 venia del sud i després de les revoltes contra el seu govern es va refugiar a Oix abans d'abandonar el país. Alguns analistes (i el govern interí de la Roza Otunbàieva) el van fer responsable directe dels últims afrontaments interetnics. Ata-Zhurt, partit que milita pel seu retorn al poder és el més important partit del parlament Kirguís (amb 28 escons sobre 130) però alguns dels altres partits politics del Nord del país han demanat la seva extradició per portar-ho davant d'un tribunal.

- Al Tadjikistan la guerra civil ha estat una guerra entre faccions regionals. La part nord del país (dins de la vall de Fergana) ha estat sempre aliada amb el poder "postcomunista" que està actualment governat en la capital Duixanbe.

- A l'Uzbekistan, el president Islam Karimov ve de Samarcanda i existeix una forta discriminació contra les elits de la vall de Fergana que ha portat algunes d'aquestes a aliar-se amb els grups islamistes. Lògicament aquesta realitat política és també una realitat econòmica, i, de fet, el detonador dels esdeveniments d'Andidjan en 2005 va ser l'acusació de corrupció feta contra 14 homes d'afers de la ciutat, que va ser viscut com un intent del govern de Taixkent d'apropiar-se del teixit empresarial de la ciutat (el govern els va acusar d'islamisme).

Principals conflictes posteriors a la desintegració de la Unió Soviètica:
- Disturbis d'Oix (1990)
- Conflicte de Namangan (desembre de 1991-Febrer de 1992)
- Guerra Civil del Tadjikistan
- Massacre d'Andidjan (Uzbekistan)(2005)
- Revolució de les Tulipes (2005)
- Massacre d'Oix (Kirguizstan)

Part de la raó d'aquests conflictes és precisament la divisió ordenada per Stalin en la dècada de 1930. La divisió creada pel mapa ignorava el factor que la vall era ètnicament molt variable i es feia difícil incorporar cada ètnia a una nació. Les tensions van néixer arran de la desintegració de l'URSS, combinada amb dos factors més:
d'una banda, el naixement de tres noves repúbliques que feien especial referència a la seva identitat nacional quan en realitat eren formades per una gran heterogeneïtat ètnica.
De l'altre, el sistema agrícola predominant a la vall es va ensorrar, provocant una aguda competència pels mitjans de subsistència i els recursos entre els tres nous Estats.
Alters factors causants de tensions a l'àrea, a més de les ja anomenades com la pobresa i la desocupació, i les diferències ètniques, inclouen l'alta superpoblació de les terres en alguns punts, el negoci de narcòtics i el crim organitzat, corrupció i incompetència administrativa dels règims de govern, l'auge dels nacionalismes, la repressió estatal i les desestabilitzacions degudes a l'impacte de les guerres i desordres al Tadjikistan i l'Afganistan.
Segons el United States Institute of Peace es discuteixen com a mètodes més efectius per a la prevenció de conflictes a la zona, l'establiment de democràcies de mercat lliure i cooperacions regionals més properes entre els estats de la vall de Fergana. Els governs donants occidentals i les organitzacions internacionals haurien de posar això com a prioritat de política, implicant un enfocament que s'estén amplament a factors tan diversos com distribució d'ajut exterior, educació, direcció/gestió dels refugiats, els assumptes de seguretat regional, i combatent la màfia de narcòtics.
Les províncies dels països que conformen la vall de Fergana són:
- A Tajikistan hi ha la província de Sughd amb capital a Khujand.
- A Uzbekistan hi ha les províncies de Namangan, Andijan i Fergana.
- A Kirguiztan hi ha les províncies de Batkén, Jalal-Abad i Oix.

### Islamisme
Amb la guerra civil al Tadjikistan i sobretot després de l'11 de setembre de 2001, molts experts occidentals han començat a parlar del perill d'islamització de la vall de Fergana. Moviments com l'IMU són una clara demostració de l'existència d'alguns grups armats islamistes però la situació real és molt complexa.
- Alguns moviments islamistes com Hizb ut-Tahrir són molt actius a la vall de Fergana. Hizb ut-Tahrir en concret és contra la violència però defensa posicions relativament radicals com la instauració d'un Califat en comptes dels estats actuals.
- Moviments islamistes com l'IMU tenen relacions directes amb grups terroristes transnacionals com Al Qaeda (membres de l'IMU lluitant contra l'exèrcit Pakistanès a la frontera Afgano-Pakistanesa.
- Existeix un fenomen de "redescobriment" de l'Islam a tota la vall del Fergana amb construcció de mesquites i reaparició de la religió en l'ambit públic.
- En l'absència d'oposició legal i davant d'una impossibilitat d'accedir a posicions de responsabilitat, algunes persones (en particular els joves) giren cap a l'islamisme, més com a forma de demostrar la seva oposició al govern dictatorial sota el qual viuen o de defendre la seva regió que com a declaració ideològica.
- El govern uzbek en particular reprimeix amb molta duresa qualsevol expressio de religiositat forta (en certs àmbits, la gent prega de manera amagada per no cridar l'atenció de les forces de seguretat).

### Moviment Islàmic de l'Uzbekistan
El Moviment Islàmic de l'Uzbekistan (IMU) és un grup militant islamista format el 1991 per l'ideòleg islàmic Tahir Yuldashev, i l'exparacaigudista de la Unió Soviètica Juma Namangani, tots dos d'ètnia uzbeka de la vall de Fergana. El seu objectiu era enderrocar el president Islam Karimov, de l'Uzbekistan, i per crear un estat islàmic amb la xaria. Operant a les bases del Tadjikistan i les zones controlades pels talibans al nord de l'Afganistan, l'IMU va enviar una sèrie d'incursions militars al sud del Kirguizstan el 1999 i 2000. No obstant això, el 2001, l'IMU va ser destruït en gran manera, mentre lluitava amb els talibans contra les forces de la coalició dirigida pels Estats Units a la Guerra de l'Afganistan. Namangani va ser assassinat, i els combatents que queden de l'IMU es dispersen. Yuldeshev i un nombre desconegut de combatents van escapar amb les restes dels talibans de Waziristan, a les Àrees Tribals sota Administració Federal del Pakistan. Des d'aleshores, el Moviment Islàmic de l'Uzbekistan ha informat que van obrir camps d'entrenament a Waziristan i ara es troba involucrat amb altres grups que intenten enderrocar el govern de Pakistan.
Malgrat les proclamacions ocasionals de Yuldeshev, i els rumors d'una reaparició sota el nom de Moviment Islàmic del Turquestan (IMT), no hi ha evidència fiable que indiqui que l'IMU / IMT segueix sent una força operativa a l'Àsia central fora de la regió fronterera de l'Afganistan i Pakistan.

## Sobirans i sobiranies
- Nasr Tigin 1013
- Mansur Abu l-Muzaffar Arslan Khan 1013-1024
- Desconeguts
- Muhammad Ayn al-Dawla vers 1041-1052
- Ibrahim Abu Ishaq Tamghach Khan vers 1059
- Abd al-Mumin
- Alí
- al-Hasan Tigin
- Husayn Djalal al-Dunya wa l-Din 1132-1156 (sota domini feudal kara-khitay des de 1141)
- Mahmud Toghan Khan 1156-1164
- Ibrahim Arslan Khan (a Bukharà 1178-1203) 1164-1178
- Nasr 1178- ?
- Muhammad ? -vers 1182
- Desconeguts 1182-?
- Kadir Khan Djalal al-Dunya wa l-Din ? -1209
- Mahmud ? -1213 (vassall de Coràsmia)
- Kutchlug Naiman 1213-1218
- Genguis Kan
- Ulus i després Kanat de Txagatai 1227-1469
- Kanat timúrida de 1469 a 1504
- Kanat uzbek després de Bukharà 1504-1709
- Part als Calmucs 1626-1758 i a la Xina 1758-1798
- Kanat de Kokand 1709-1876
- a l'Imperi Rus 1876-1917
- Governs antibolxevics 1917-1921
- A la Unió Soviètica 1921-1991
- La major part a l'Uzbekistan 1991.